# Kamieńsk
Kamieńsk è un comune urbano-rurale polacco del distretto di Radomsko, nel voivodato di Łódź.
Ricopre una superficie di 95,81 km² e nel 2004 contava 6 146 abitanti.